# Wolf-Dietrich Arnold

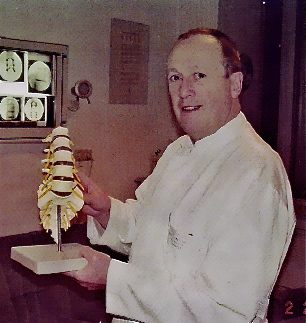
Wolf-Dietrich Arnold (2003)

Wolf-Dietrich Arnold (* 16. März 1940 in Dresden; † 5. November 2022) war ein deutscher Physiotherapeut und Orthopäde. Er war Hochschullehrer in Leipzig und Jena.

## Leben
Wolf Dietrich Arnold absolvierte seine Grundschulbildung in Bad Elster und das Abitur 1958 in Annaberg-Buchholz. Von 1958 bis 1964 studierte Arnold an der Karl-Marx-Universität Leipzig Medizin. 1964 wurde er in Leipzig zum Dr. med. promoviert. 1964 bis 1966 absolvierte er seine Pflichtassistenz am Waldkrankenhaus „Rudolf Elle“ in Eisenberg/Thüringen. 1970 wurde er Facharzt für Orthopädie. Ab 1971 übernahm er die sportmedizinische Betreuung (mit Forschung) von Rollstuhlfahrern im Versehrtensport. 1976 folgten die Facharztanerkennung für Physiotherapie und die  Promotion B. Von 1979 bis 1986 war Arnold Dozent für Physiotherapie an der Karl-Marx-Universität. 1984 folgte die Facultas Docendi im Fachgebiet Orthopädie. Arnold war Mitglied des Vorstandes der Gesellschaft der Orthopädie der DDR. Er gründete in dieser Funktion eine Arbeitsgemeinschaft für Wirbelsäulenchirurgie.
Ab 1986 war Arnold o. Professor und Direktor der Orthopädischen Universitätsklinik Leipzig. Nach der Deutschen Wiedervereinigung wurde er 1992 aus politischen Gründen entlassen. Von 1994 bis 2006 war er Professor für Orthopädie an der Friedrich-Schiller-Universität Jena. In den Jahren 2003 und 2004 war Arnold Vorsitzender der Deutschen Gesellschaft für Wirbelsäulenchirurgie. Von 2005 bis 2009 war er ärztlicher Leiter des Rettungsdienstzweckverbands Süd-Thüringen. Er engagierte sich als Schulleiter am SRH Institut für Gesundheitsberufe in Suhl. Ab Januar 2011 war er Interims-Chefarzt der Orthopädischen Klinik am Waldkrankenhaus Eisenberg und kommissarischer Inhaber des Jenaer Lehrstuhls für Orthopädie am Waldkrankenhaus Eisenberg. Für seine Verdienste um den Aufbau des Rettungswesens in Sachsen und Thüringen erhielt er im Februar 2011 das Verdienstkreuz am Bande der Bundesrepublik Deutschland.

## Ehrungen
- Preis für Medizin des Bezirkes Leipzig
- Nyla-Orden Äthiopien [?]
- Verdienstorden der Bundesrepublik Deutschland, Verdienstkreuz am Bande
- Ehrennadel der Deutschen Gesellschaft für Orthopädie und orthopädische Chirurgie[4]

## Schriften
- Autor bzw. Mitautor und Herausgeber bzw. Mitherausgeber von:
  - mit U. Langeheine: Temperatureffekte an chirurgischen Metallimplantaten bei den gebräuchlichen Elektrotherapieverfahren. Thieme, Leipzig 1979.
- mit I. Lehmann: Physiotherapie und rehabilitative Maßnahmen in der Orthopädie. In: P. F. Matzen: Lehrbuch der Orthopädie. VEB Verlag Volk und Gesundheit, Berlin 1982.
- mit J. C. Cordes und B. Zeibig (Hrsg.) – Lehrbuchreihe:
  - Physiotherapie. Psychiatrie – Psychotherapie. 1983
  - Physiotherapie – Massage. 1983
  - Physiotherapie – Krankengymnastik. 1983
  - Physiotherapie. Gynäkologie und Geburtshilfe.
  - Physiotherapie in der Orthopädie. u. Autor 1989
  - Physiotherapie in der Neurologie. 1989
  - Physiotherapie Grundlagen und Techniken der Hydro-, Elektrotherapie und Massage. 1989
  - Physiotherapie Grundlagen und Techniken der Bewegungstherapie. 1989
  - Physiotherapie in der Chirurgie. 1988
- Verletzungen des Schultergürtels. Verlag Volk und Gesundheit, Berlin 1991.
- mit I. Lehmann: Physiotherapie bei Querschnittslähmung. 2. Auflage. Institut für Weiterbildung Mittlerer Medizinischer Fachkräfte, Potsdam 1986.
- mit S. Israel und H. Richter: Sport für Rollstuhlfahrer. Barth, Leipzig/ Heidelberg 1992.
- als Hrsg.: Orthopädie. Kompaktlehrbuch Physiotherapie. Elsevier, Ullstein Medical, München 1999.
- Bandscheibe – Verblockungssystem. In: R. Gradinger, H. Gollwitz: Ossäre Integration. Springer Med. Verlag, Heidelberg 2006, ISBN 3-540-22721-0, S. 83ff.